# كينغسلي لانغ
كينغسلي لانغ (بالإنجليزية: Kingsley Lang)‏ هو لاعب اتحاد الرغبي زيمبابوي، ولد في 29 فبراير 1988.